# Hamilton (Escócia)
Hamilton é uma cidade em South Lanarkshire, na região do Vale Midland, na Escócia. É o principal centro administrativo da área do conselho de South Lanarkshire. Fica a 12 milhas (19 km) a sudeste de Glasgow, 35 milhas (56 km) sudoeste de Edimburgo, e 74 milhas (120 km) ao norte de Carlisle, Cúmbria. Está situada na margem sul do rio Clyde na sua confluência com o rio Avon. Hamilton é a cidade mais antiga do condado de Lanarkshire, precedida na antiguidade por Lanark.